# 新亞歷山德里夫卡 (奧布希夫區)
49°37′36″N 31°1′39″E / 49.62667°N 31.02750°E
新亞歷山德里夫卡（烏克蘭語：Нова Олександрівка）是位於烏克蘭北部的村莊，由基辅州奧布希夫區的米羅尼夫卡市鎮負責管轄。該村始建於1924年，面積3.3平方公里，海拔高度127米，2001年人口86，人口密度每平方公里26.1人。